# Mitsubishi 8A8
Двигатель Mitsubishi 8A8 — восьмицилиндровый бензиновый двигатель внутреннего сгорания, производящийся Mitsubishi Motors с 1999 по 2008 год. Единственным вариантом являлся 8A80 объёмом 4,5 л (4498 см3) с двойными верхними распределительными валами и системой непосредственного впрыска бензина (GDI).
Mitsubishi 8A8 был единственным восьмицилиндровым двигателем в моторной гамме Mitsubishi Motors. Он сочетает в себе блок цилиндров из алюминия и головку блока цилиндров с клапанным механизмом DOHC.
До 2008 года двигатель устанавливался на автомобиль Hyundai Equus, который разрабатывался при сотрудничестве компаний Hyundai и Mitsubishi. После снятия с производства двигателя Mitsubishi 8A80 в моторной гамме Hyundai остался только один восьмицилиндровый двигатель — Hyundai Tau.

## 8A80 (1999—2008)
- Диаметр цилиндра — 95 мм
- Ход поршня — 96,8 мм
- Мощность — 280 л. с. при 5000 об/мин
- Крутящий момент — 412 Н·м при 4000 об/мин[5]